# プラスロン明世
プラスロン 明世(プラスロン あきよ、1967年 - ）は、東京都三鷹市の出身。萩本欽一の姪。本名は河嶋明世。
日本フェイシャルスタイリスト協会会長で根治セラピーを提唱者である。

## 概要
成蹊大学卒業。思春期の頃にきびがひどく、病院やエステ様々な物を試したものの結果は出ず、実父の開発した化粧品で完治した。
その後、2年間のOL生活をする中で肌への悩みを抱える人がたくさんいることに気づき「自分と同じにきびに苦しむ人を助けたい」という思いより、プラスロン化粧品を設立した。銀座にサロンを設け実際に30000人以上の女性の肌をケアしている。
このサロンでの実績を論文にまとめて発表しており、医学博士の称号を取得している。

## 来歴
- 1967年生まれ
- 1974年 成蹊小学校入学
- 1986年 成蹊大学英米文学科入学
- 1990年 成蹊大学英米文学科卒業
- 1990年 証券会社入社
- 1992年 プラスロン・カワシマ（現プラスロン化粧品）の代表者になる。
- 1996年 プラスロン化粧品株式会社を設立
  - ショップチャンネルに出演する。
- 2000年「ニキビちゃん　さようなら。」を出版
- 2001年 銀座直営サロンをオープン
- 2006年	米国ＮＹメイクアップデザイナリーアーティストリーコース修了
- 2007年	仏国エレガンスゴンタールフェイシャルエステコース修了
- 2008年	米国ナチュラルメディスン大学にて医学博士号を取得

## 出演

### テレビ
- 金よう夕Gopan（テレビ長崎）- コメンテーターや、「突撃ヴィーヴォメイク」のコーナーを担当。
  - 土よう!!ゴパン（テレビ長崎）
  - トク盛りGopan（テレビ長崎）
- 真夜中市場〜ハイヒールの眠れない夜〜（関西テレビ）- デモンストレーター

## 著書
- 『ニキビちゃんさようなら。』現代書林、2000年
- 『親子でおぼえる初めてのお化粧』現代書林、2003年
- 『ニキビちゃんこそ美人になれる』　祥伝社 、2007年